# Arthur Gold
Sir Arthur Abraham Gold (geboren am 10. Januar 1917; gestorben am 25. Mai 2002 in London) war ein britischer Sportfunktionär.
Gold war aktiver Hochspringer und trat 1937 in zwei Länderkämpfen für das Vereinigte Königreich an. Seine Bestleistung betrug 1,90 m. Nach seiner eigenen Karriere war er als Trainer tätig, unter anderem betreute er Dorothy Tyler. Hauptberuflich in der Autoindustrie tätig, war er von 1965 bis 1977 ehrenamtlicher Sekretär des British Amateur Athletic Board. Von 1976 bis 1987 war Gold Präsident des europäischen Leichtathletikverbandes EAA, wobei sein Schwerpunkt in der Bekämpfung von Doping und Kommerzialisierung des Sports lag. Gleichzeitig war er von 1979 bis 1990 Vorsitzender des englischen Commonwealth Games Council. Von 1988 bis 1992 war Gold Vorsitzender der British Olympic Association, danach Vizepräsident.
Für seine ehrenamtliche Funktionärstätigkeit wurde Gold 1974 mit dem CBE ausgezeichnet, 1984 wurde er zum Ritter geschlagen.